# Aaron Donnelly
Aaron Martin Donnelly (Magherafelt, Irlanda del Norte, 8 de junio de 2003) es un futbolista norirlandés que juega como defensa en el Dundee F. C. de la Scottish Premiership.

## Selección nacional
Donnelly ha competido con la selección nacional de Irlanda del Norte en las categorías sub-17 y sub-21. Recibió su primera convocatoria a la selección absoluta en junio de 2023. Fue convocado nuevamente en marzo de 2024.
Debutó el 11 de junio de 2024 en un amistoso contra Andorra en el Estadio Nueva Condomina en Murcia, España. Sustituyó a Ciaron Brown en el minuto 69 en la victoria por 2-0 de Irlanda del Norte.